# 나반존자
나반존자는 흔히 석가모니 부처의 제자인 십육나한(16나한) 중 제1존자라고 한다. 이름은 다양해서 빈두로존자, 빈두로파라타존자, 빈두로발라타사, 빈도라바라타사존자 등이라고도 부르는데, 원어에 더 가깝게는 핀돌라브하라드바아쟈라고 한다. 흔히, 나반존자 또는 독성(獨聖)이라고 부른다.
부처님의 십육제자 중 1명만 따로 섬기는 나반존자 신앙은 한국에만 있는 독특한 형태이다. 우리나라에서는 나반존자라는 이름으로 가장 많이 부른다.
대표적인 나반존자 기도도량으로는 경북 청도군 사리암과 서울 수유동 삼성암이 유명하다. 그리고 경상남도 합천군 가야산 해인사의 희랑대 또한 나반존자 기도도량으로 유명하다.

## 외모

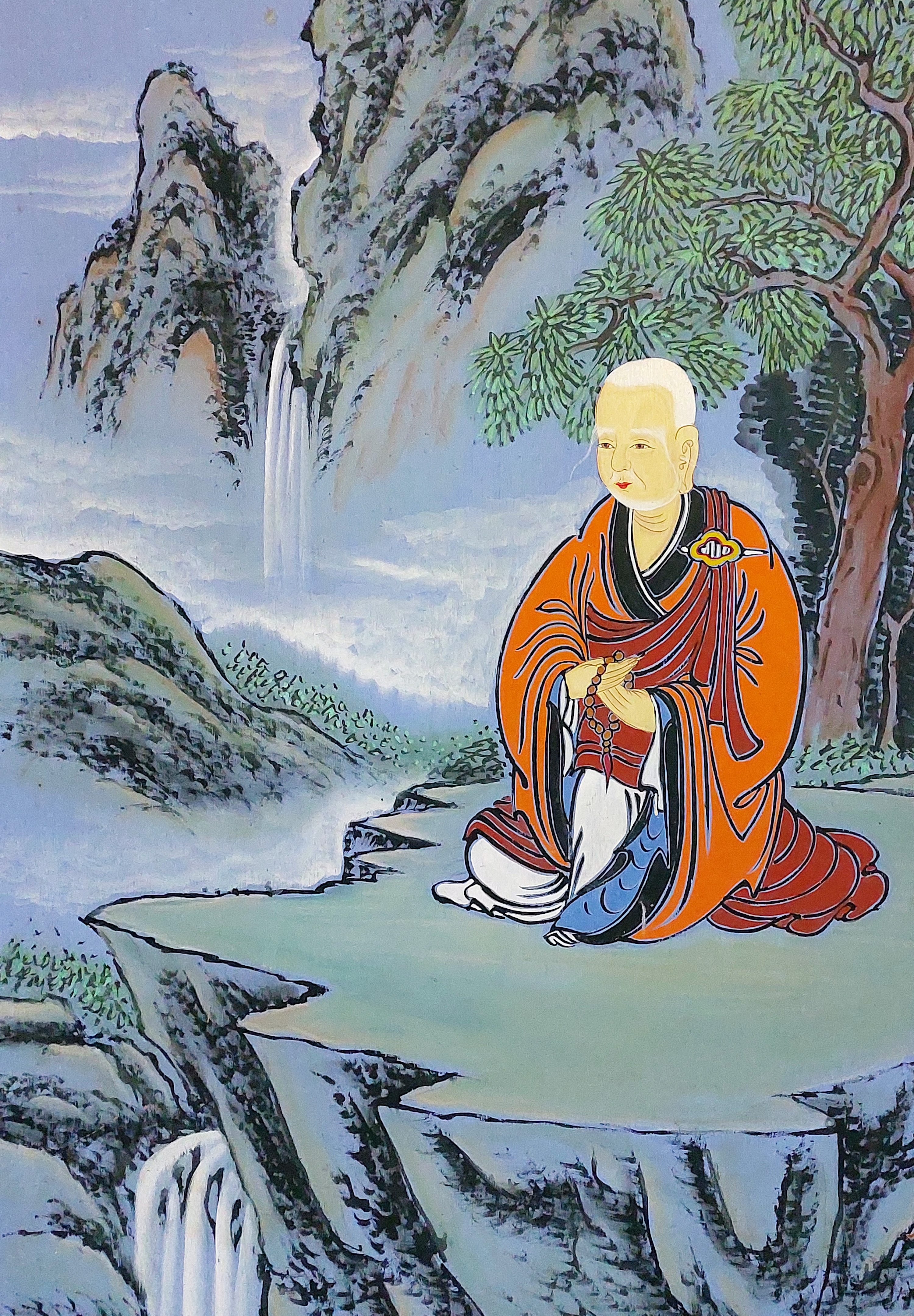
운문사 사리암 관음전의 나반존자도

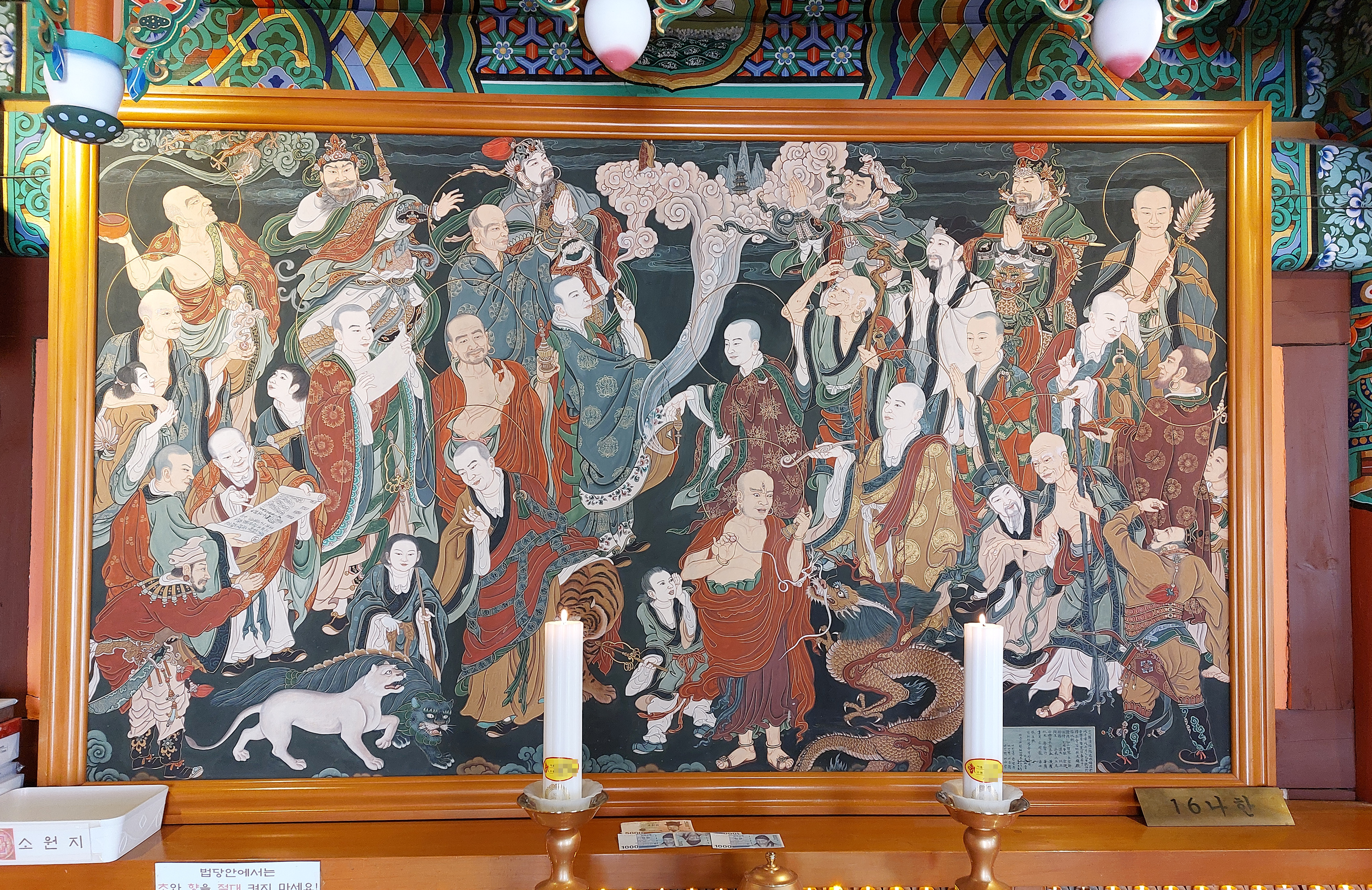
나반존자가 포함되어 있는 팔공산 선본사 대웅전의 십육나한도.

16제자를 보통 십육나한이라고 하는데, 나반존자는 생김새가 독특해서 다른 나한들과 구분이 된다.
<잡아함경>에 아소카왕(아육왕)이 나반존자를 만난 이야기가 있는데, 여기에 나반존자의 외모가 잘 묘사되어 있다. 머리카락과 눈썹이 하얗다는 것이다.
눈썹은 길어서 길게 늘어지는 경우가 많고, 머리카락은 없을 때도 있다. 아니면 머리 뒤쪽 경계선으로 흰머리카락이 하얀 줄처럼 보이는 경우도 있다.
동작은 홀로는 정자세나 근엄한 표정이지만, 여러 나한(존자)들과 함께 있는 십육나한도 같은 탱화에서는 흔히 익살스럽다.

## 나반신앙(독성신앙)
빈두로존자(나반존자)를 여러 나한과 분리하여, 따로 섬기고 복을 비는 신앙은 한국이 유일하다. 중국, 일본 등에서는 보이지 않는다.
부처나 보살을 두고 나반존자에게 기도를 올리는 이유는 성취가 빨리 이루어진다는 소문 때문이라고 한다. 나반존자는 엄격해서 목욕을 하고 공양물을 갖추어서 정성을 다해 기도를 해야 한다고 승려들은 주장한다.
우리나라 사찰 중에 가장 유명한 나반존자 기도도량이 경상북도 청도군 운문사의 부속암자인 사리암이다.

## 봉안된 전각
- 부처님의 16제자 신분으로는 나한전이나 영산전에 봉안된다.
- 나반존자 홀로는 독성각이나 천태각에 봉안된다.
- 칠성여래와 산왕(또는 용왕)과 함께 모실 때는 삼성각에 봉안된다.[7]

## 나반존자가 석가모니의 제자가 아니라는 주장
나반존자는 나반독성을 뜻하는데, 독성이란 용어는 ‘홀로 수행하여 깨달음을 얻은 성자’가 아니라 ‘홀로 있는 성자’를 의미하는 것으로 해석된다고 한다. 나반존자는 16나한의 제1존자인 빈두로존자가 아니라, 16나한의 특성을 집약한 존재라고 한다. 중생의 바람에 응하여 복전이 되어주고 보살행을 실천하는 성자로 신앙되었다고 한다.